# Thomas Wildey

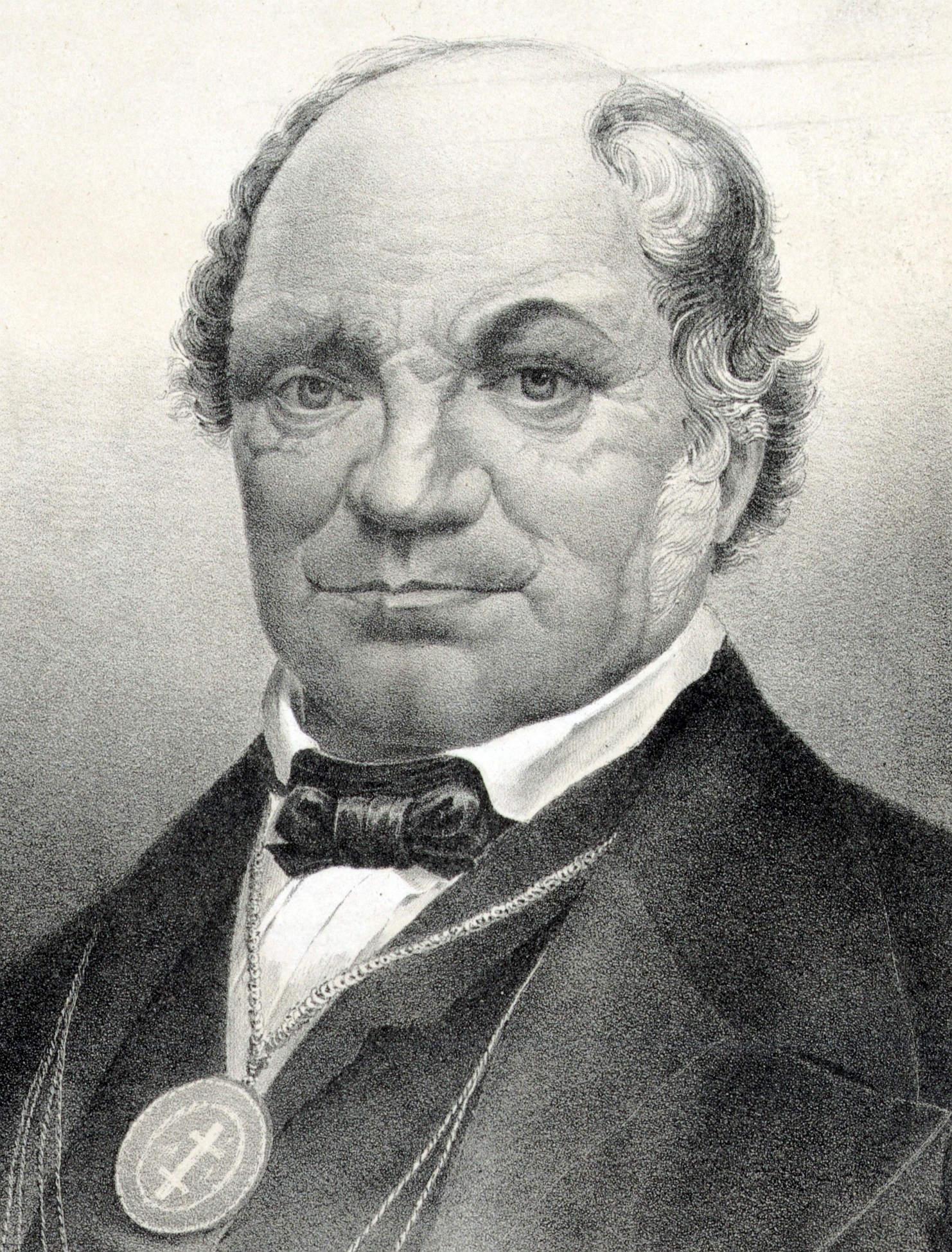
Thomas Wildey

Thomas Wildey (Londen, 15 januari 1782 - Baltimore, 19 oktober 1861) was de grondlegger van de Independent Order of Odd Fellows (kort: IOOF) in de Verenigde Staten.

## Levensloop

### Jeugd
Thomas Wildey werd op vijfjarige leeftijd wees. Hij werd opgenomen in het gezin van een oom. Op zijn eenentwintigste werd hij Meester Smid. In 1817 trouwde hij. Op 2 september 1817 emigreerde het gezin naar Baltimore. Wildey vond daar snel werk, maar miste het sociale leven dat hij in Engeland gewend was.

### Loopbaan bij IOOF
In 1804 werd Wildey lid van de Odd Fellow Orde nr. 17 in Londen. In 1807 stichtte hij de Morningstar Loge nr. 38. In 1819 stichtte hij met John Welch op 26 april de Washington Loge nr. 1. In 1823 stichtte hij zijn vierde loge in Maryland en de Grootloge van Maryland, waarvan hij Grootmeester werd. In 1825 stichtte Wildey de Grootloge van de Verenigde Staten. Deze werd later de Soevereine Grootloge genoemd. Wildey was van 1825 - 1833 Souvereine Grootmeester. Op 6 juli 1827 stichtte hij met  John Boyd het eerste kampement onder de Grootloge van Maryland. Hij wordt daar Hogepriester. In 1835 werd Wildey onder de Souvereine Grootloge benoemd tot Traveling Agent. Dit bleef hij tot zijn dood.

#### Monument
Toen Thomas Wildey op 79-jarige leeftijd overleed telde de Orde 42 jurisdicties en 200.000 leden. In 1865 werd er in Baltimore ter ere van hem een monument opgericht.